# Todireni
Todireni là một xã thuộc hạt Botoșani, România. Dân số thời điểm năm 2002 là 3601 người.